# Autoração de DVD
Autoração é um processo de criação de um DVD de vídeo. Nela também é realizada a programação dos menus, a navegação e interatividade. O processo da montagem do DVD é diferente da codificação dos vídeos em MPEG-2, e envolve basicamente em unir várias mídias pré-codificadas:
- Vídeos (incluindo multi-ângulos);
- Faixas de áudio;
- Legendas;
- Menus, que podem ser estáticos ou vídeos;
- Faixa de dados (DVD-ROM).

## Programas de autoração
O programa de autoração deve gerar um disco-mestre que seja conforme as especificações, determinadas pelo fórum de DVD em 1995. Vários programas de autoração também incorporam a codificação de vídeo e áudio, com diversos níveis de qualidade. Dentre eles:
- Adobe Encore DVD
- Burn (programa)
- DVD Flick
- DVDStyler
- Sony DVD Architect
- Nero (software)